# ÖAF
ÖAF（エアーエフ 正式名称:Österreichische Automobil Fabriks-AG オーストリア自動車工場）は、オーストリア＝ハンガリー帝国（オーストリア）の貨物自動車メーカー。一般的に「Österreichische Austro-Fiat」として知られる。現在はMAN Truck & Busグループの企業となり、エムアーエヌ（マン）・トラック & バス・エースタライヒ有限会社（MAN Truck＆Bus Österreich GesmbH）名義で少数の特殊自動車や大型の軍用車両製造を行っている。

## 歴史

### Austro-Fiat
ÖAFは1907年、イタリアのフィアットによってアウストロ=フィアット（Austro-Fiat）として設立される。1908年にウィーンに建設した新工場において従業員50名で製造を開始しており、1911年にフィアットモデルに類似した4トントラックを製造している。
1925年、アウストロ=フィアットブランドの使用期限を迎えたことにより、社名をÖAF（Osterreichische Automobil Fabrik AG）に変更している。フィアット車の販売が他社に引き継がれたことによりアウストロ=フィアットもアウストロ=ダイムラー（Austro-Daimler）、プフ（Puch）との提携を行っている。ダイムラーとの工場では乗用車とトラックの製造を行っており、プフとの工場では2輪車と自転車の製造が行われている。1927年にアウストロ=ダイムラーの株式が全て売却され合弁事業は解散した。

### MANによる買収
1936年、ドイツのMAN SEとディーゼルエンジンのライセンス生産契約を締結。この契約によりMAN SEはÖAFの株式の過半数を取得したことでMANの傘下企業となっている。なお、この買収によりフィアットは持株比率を15%にまで低下させている。
第二次世界大戦中はナチス・ドイツにより併合されたことでMANのエンジンが搭載された軍用トラックの製造をフロリズドルフ工場で行っている。大戦後、フロリズドルフ工場はソビエト占領地域にあったため、戦争賠償として製造されたトラックはソビエト連邦向けに出荷が行われている。1995年、オーストリア共和国として樹立し、賠償が完了したことでÖAFの株式72%がオーストリア共和国の財産として行政下に置かれたことで国有企業として製造を再開。
1960年代後半にオーストリア軍向けの軍用トラック「フザー（Husar）」の開発を行っているが、オーストリア軍は最終的にライバルであったシュタイア・ダイムラー・プフが開発した「ピンツガウアー（Pinzgauer）」を採用している。しかし一般市場では「ÖAFトルナード（ÖAF Tornado）」が1960年代と70年代にかけオーストリア国内で最も販売されたトラックとなっている。
1958年のモスクヴィッチを皮切りにÖAFはラーダ、GAZなどソビエト・ロシア製自動車の西側における輸入販売代理店としての機能も果たしており、1982年にはシュコダ・オートの販売代理店契約も結んでおり、1988年にはアメリカのクライスラーとの契約も結んでいる。
1970年に民営化され たことでMANはグラーフ&シュティフトと合併させたことにより「ÖAF Gräf＆Stift」に社名を変更。1971年にMANに吸収合併され、今日MAN Truck & Busグループ企業としてMAN製品の販売や特殊自動車並びに軍用車両の開発と製造を行っている。

## 画像
- 1923年式アウストロ=フィアット9-32 PS

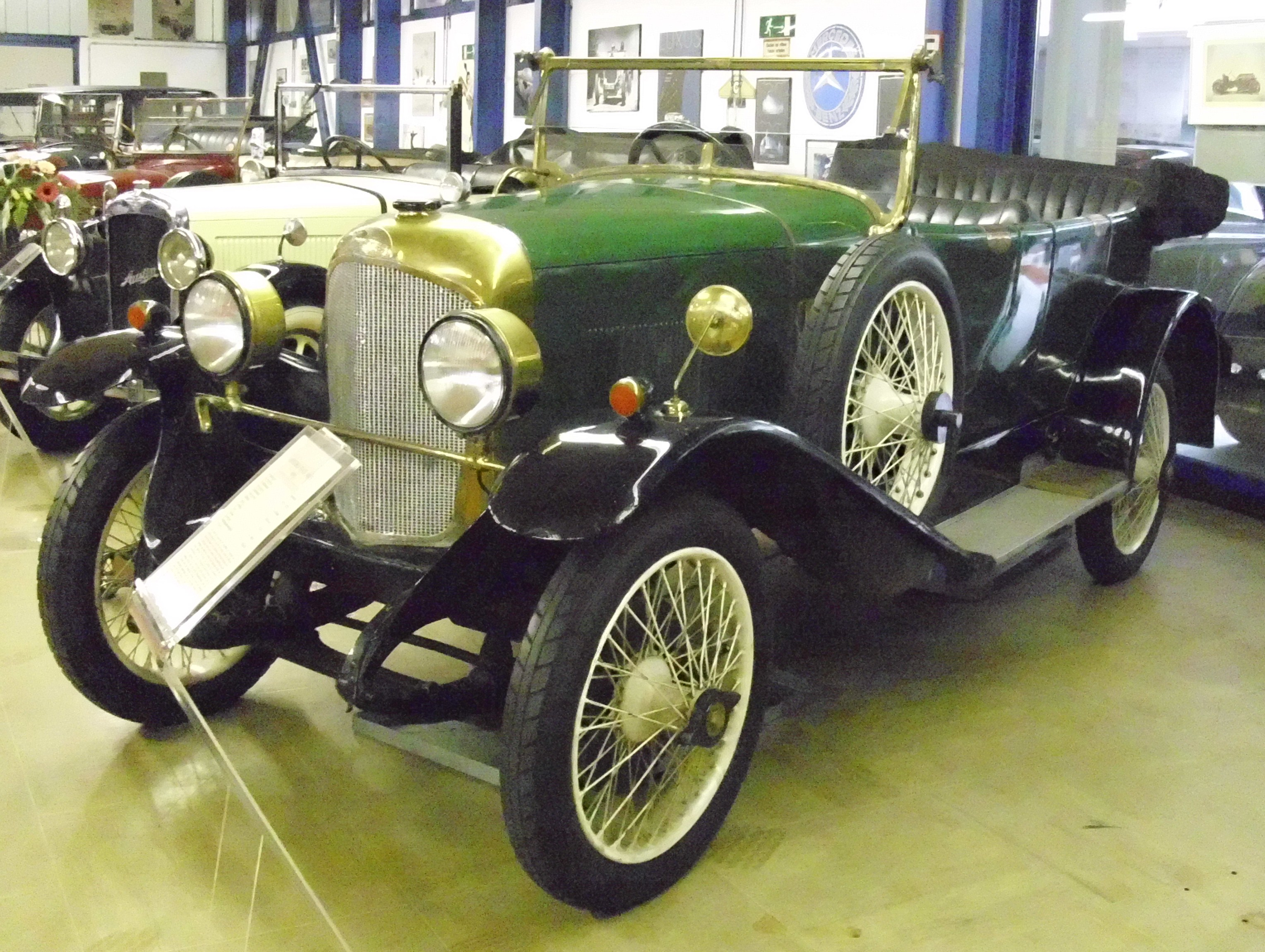
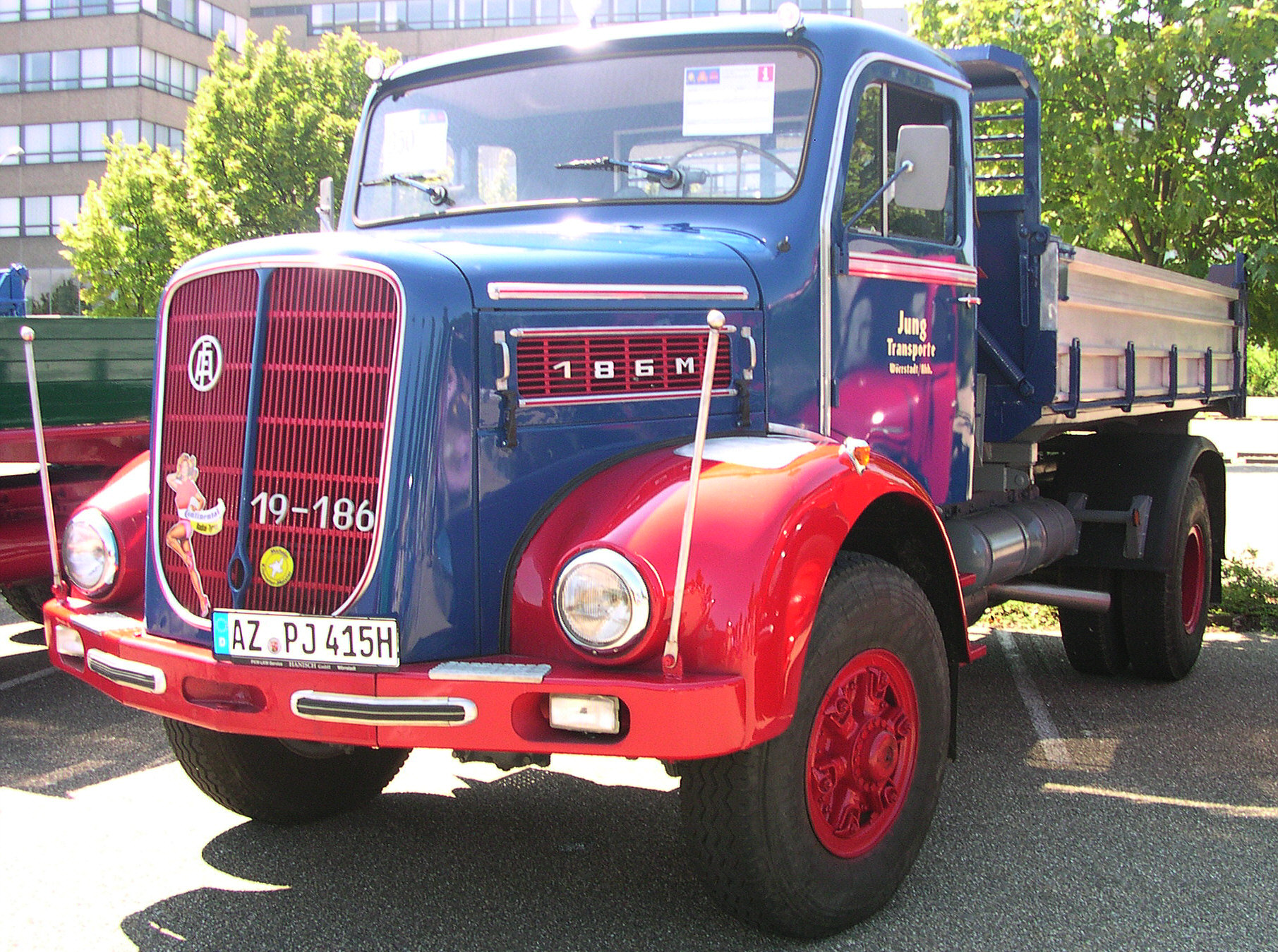
ÖAF Tornado 19-186
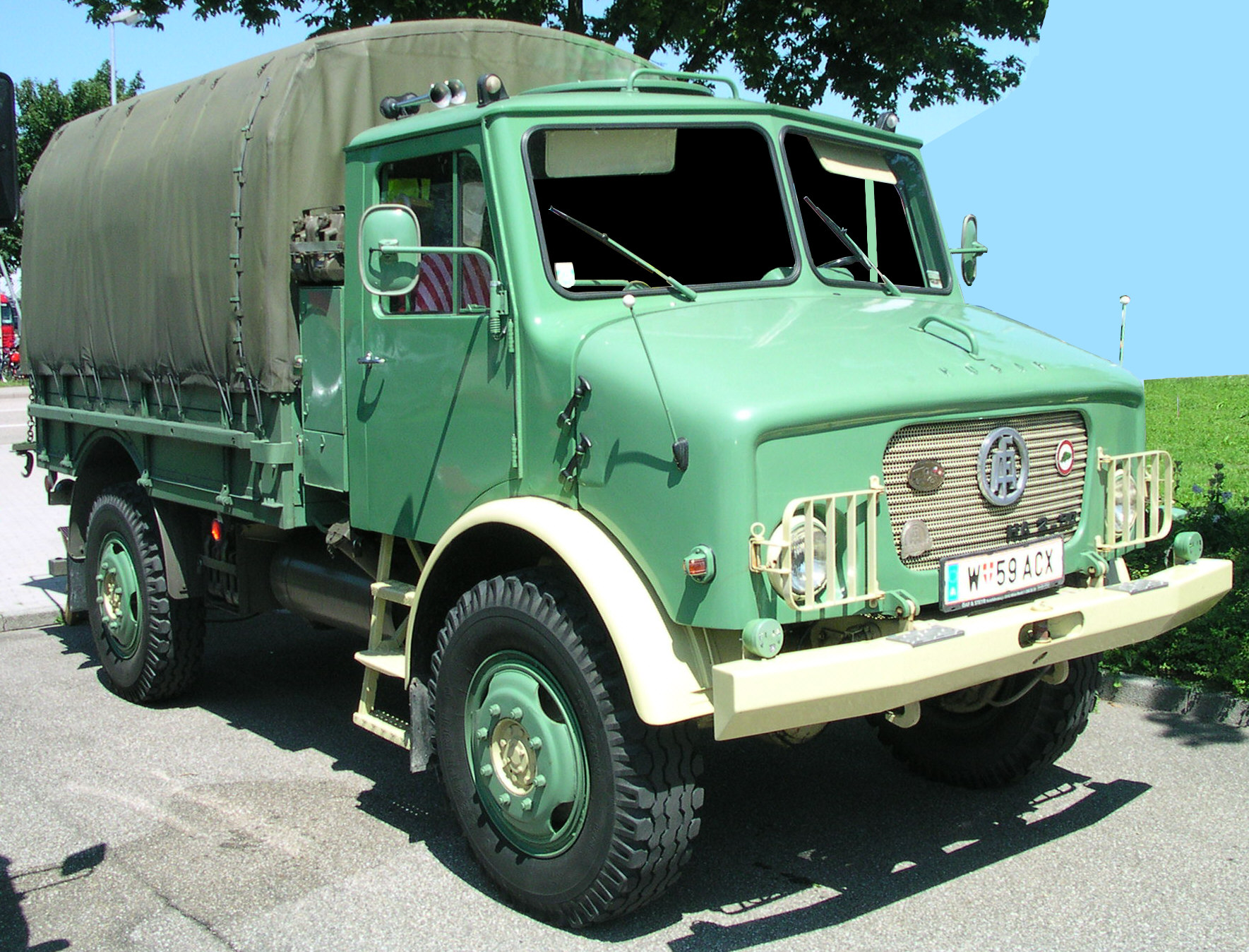
ÖAF Husar
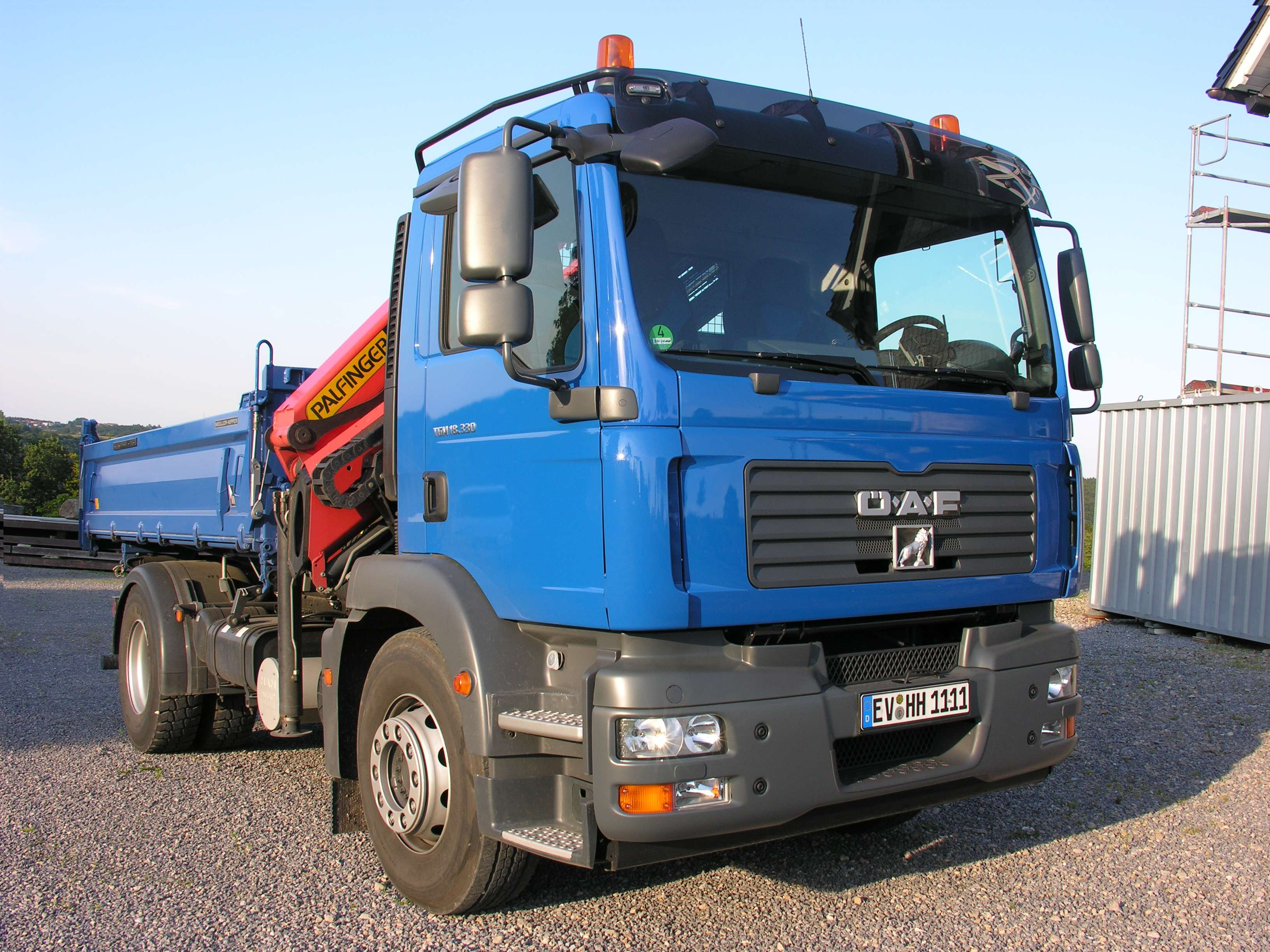
ÖAFグリルの付いたMANトラック
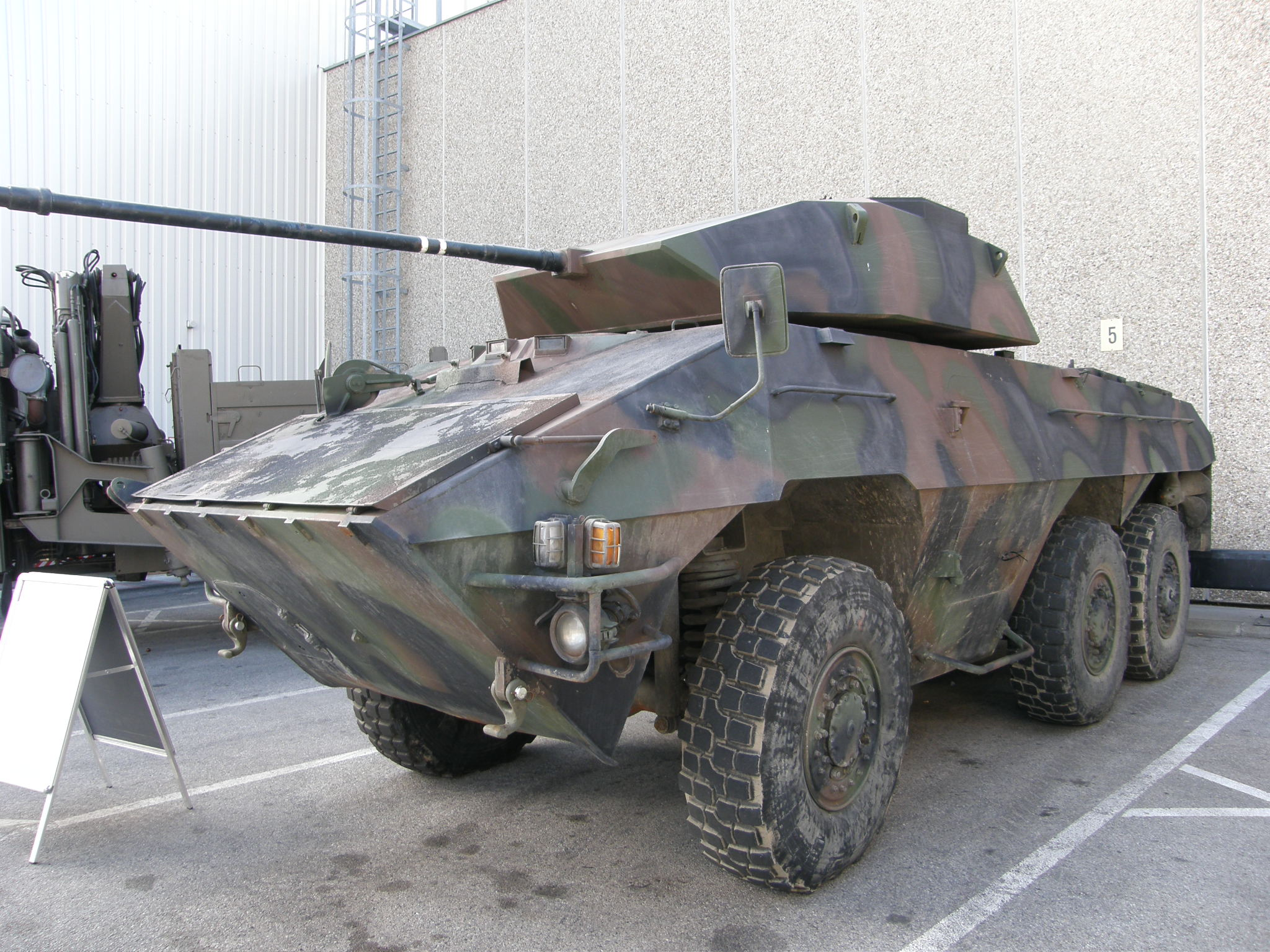
1977年式軽装甲戦闘車両のプロトタイプ
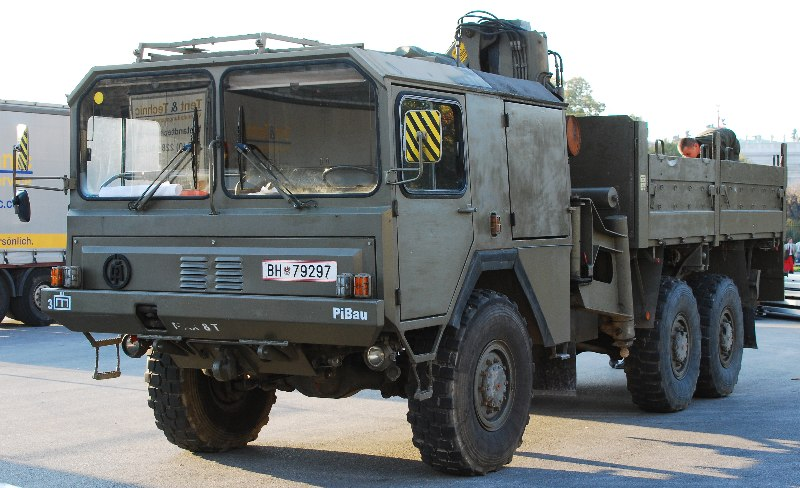
オーストリア軍に採用されたÖAF-sLKW 軍用トラック